# مارتوما
مارتوما (به عربی: مارتوما) یک منطقهٔ مسکونی در لبنان است که در شهرستان عکار واقع شده‌است. مارتوما ۲٫۲۶ کیلومتر مربع مساحت و ۶۰۷ نفر جمعیت دارد و ۲۲۰ متر بالاتر از سطح دریا واقع شده‌است.